# Museo di storia naturale della Maremma
Il Museo di storia naturale della Maremma è un museo situato nel centro storico di Grosseto, sul lato orientale di piazza della Palma.

## Storia
Il primo tentativo di realizzare a Grosseto un museo di carattere storico-naturalistico avvenne nel 1961, quando il Comune di Grosseto fornì alla Società naturalistica speleologica maremmana un edificio dove conservare i reperti rinvenuti e le proprie collezioni. Questo allestimento provvisorio suscitò un grande interesse all'interno della città e il successo quasi inaspettato di un'esposizione del 1967 portò l'amministrazione a ponderare la creazione di un museo di storia naturale. Nel 1971 venne così inaugurato il Museo civico di storia naturale di Grosseto. La creazione del museo si deve soprattutto alla tenacia di Giuseppe Guerrini (1924-2006), personaggio di rilievo della società grossetana e presidente della Società naturalistica speleologica maremmana dal 1960 al 1989.
Dal 1981 al 2002 il museo ha avuto come sede uno stabile di via Mazzini di piccole dimensioni; successivamente, il Comune lo spostò nell'edificio dell'ex asilo comunale Vittorio Emanuele, in strada Corsini, da poco restaurato. Da quel momento venne dato avvio ad un progetto di allestimento interno totalmente rinnovato, ispirato a moderni concetti di museologia scientifica. Dopo un periodo non facile per il museo, durante il quale per molto tempo rimase chiuso al pubblico, finalmente poté riaprire nel 2009, con la nuova denominazione di Museo di storia naturale della Maremma. La cerimonia di apertura si tenne il 14 novembre 2009, preceduta da una conferenza tenuta dal noto divulgatore scientifico Piero Angela. Il museo è inserito nella rete museale provinciale Musei di Maremma.

## Sede
L'edificio del museo è composto da due parti: una tra strada Corsini e via dell'Unione, risalente al XIX secolo, e una tra strada Corsini e piazza della Palma, che invece è del XX secolo. La struttura è completata da una corte interna con giardino alberato. Nel corso del XIX secolo, l'edificio passò da essere un'abitazione civile ad ospitare la prima scuola materna laica di Grosseto, intitolata al re Vittorio Emanuele il 9 gennaio 1879. Dopo la chiusura dell'asilo, la struttura subì una fase di degrado, fino a quando, nel 1993, il Comune di Grosseto decise di utilizzarlo come sede del museo. Per l'apertura definitiva del 2009, l'edificio è stato completamente ristrutturato e dotato di una grande entrata su piazza della Palma.

## Sale espositive
Il museo di storia naturale è allestito sui tre piani dell'edificio ed è composto da dodici sale espositive situate al primo e al secondo piano, mentre al piano terra è situata la biglietteria con la libreria, la sala conferenze e la biblioteca. Le sale espositive si dividono in due grandi sezioni: quella dedicata alle "scienze della terra" e quella dedicata alle "scienze della vita".

### Scienze della terra
La sezione "Scienze della terra" è incentrata sull'evoluzione geologica e paleontologica di Grosseto e la Maremma, con numerosi campioni di minerali, rocce e fossili. Si divide in due sale principali: la sala minerali e rocce e la sala paleontologia.
La prima espone reperti provenienti da zone differenti del vasto territorio grossetano, con divisione geografica tra le Colline metallifere, il Monte Amiata e la Maremma grossetana. Tra le esposizioni principali vi sono un cristallo di selenite di grandi dimensioni (1,90 metri di altezza) e minerali fluorescenti inseriti in una vetrina interattiva. Da segnalare anche le ricostruzioni del cono vulcanico del Monte Amiata e della costa grossetana, e un diorama sulla grotta sommersa dell'isola Argentarola, dalle cui stalattiti e stalagmiti uno studio recente ha derivato importanti informazioni sull'evoluzione della linea di costa tirrenica.
La seconda sala, dedicata alla paleontologia, espone campioni fossili del territorio maremmano, ordinati secondo una sequenza cronologica, dal Giurassico fino al Pleistocene. L'oreopithecus bambolii, simbolo del museo, è stato ricostruito in modello tridimensionale a dimensioni naturali sulla base dello scheletro che è stato rinvenuto a Baccinello nel 1958: all'animale è stato dedicato un intero diorama con ricostruzione della flora e della fauna coeva. Tra le varie esposizioni, selci e manufatti che documentano le culture preistoriche in Maremma.

### Scienze della vita
Il visitatore giunge alla sezione successiva attraversando un corridoio la cui scura parete è animata da fluorescenti disegni che rappresentano l'albero della diversità dei viventi, ordinate in termini di complessità, dai procarioti fino ai mammiferi. Non si tratta tuttavia di un albero evolutivo. La sezione "Scienze della vita" espone al visitatore campioni e modelli ambientati nel loro habitat elettivi, a partire dalla grande sala dell'acqua, in cui viene rappresentato il mare, la costa e le aree umide costiere.
Al secondo piano la sezione si divide in due sale principali, la sala degli ambienti costieri e collinari e la sala degli ambienti alto-collinari e montani, oltre a spazi per l'attività didattica e una ricostruzione a scala reale di una grotta. La prima approfondisce numerosi aspetti legati alla fauna delle aree costiere e collinari della Maremma, illustrando da un punto di vista ecologico e sistematico i principali gruppi di vertebrati presenti in natura: carnivori (interessante la vetrina che espone esemplari della famiglia dei canidi e dei mustelidi); anfibi e rettili; e rapaci del bosco (si ricordano l'astore, lo sparviero, il lodolaio, il biancone e il pecchiaiolo). Alcuni diorami presenti in queste sale informano il visitatore sugli animali ritenuti a rischio, come ad esempio il capriolo italico e la lepre italica, inseriti in una ricostruzione della campagna di Capalbio. Inoltre, una serie di vetrine formano il cosiddetto percorso ecologico, che documenta le principali forme di vita (flora e fauna) di alcuni tra i principali ecosistemi della provincia di Grosseto: gli ambienti insulari (Giglio e Giannutri), la gariga (formazione vegetale basso arbustiva con terreno e rocce affioranti), la duna, la pineta costiera, i pascoli di pianura e di collina, gli ambienti urbani, la siepe, gli ambienti riparali di acque lentiche (a lento scorrimento) e lotiche (a veloce scorrimento), le cave dismesse e rinaturalizzate, le Vie Cave (Pitigliano, Sorano, Sovana), i boschi mesofili, i boschi di castagno e le faggete. La seconda sala, invece, approfondisce gli ambienti delle aree alto-collinari e montane: interessanti i due diorami che riproducono esempi di ambienti elettivi per il lupo e per il gatto selvatico europeo, il primo inserito in un contesto notturno a 1000 metri di altitudine del Monte Aquilaia, mentre il secondo nella posizione di agguato nei confronti di una preda.
Infine, uno dei corridoi è stato adibito a ricostruzione di una grotta in scala reale, illuminata da luci a spot e corredata da un totem touch-screen che fornisce informazioni sulla biospeleologia e le caratteristiche delle grotte della Maremma.